# Bellardia stricta
Bellardia stricta är en tvåvingeart som först beskrevs av Villeneuve 1926.  Bellardia stricta ingår i släktet Bellardia och familjen spyflugor. Arten är reproducerande i Sverige. Inga underarter finns listade i Catalogue of Life.